# Liste des provinces canadiennes par taux de syndicalisation
| Rang | Province                | Taux de syndicalisation | Nombre de syndiqués |
| ---- | ----------------------- | ----------------------- | ------------------- |
| 1    | Québec                  | 39,7                    | ?                   |
| 2    | Terre-Neuve-et-Labrador | 37,4                    | ?                   |
| 3    | Manitoba                | 36,3                    | ?                   |
| 4    | Saskatchewan            | 34,3                    | ?                   |
| 5    | Île-du-Prince-Édouard   | 33,3                    | ?                   |
| 6    | Nouvelle-Écosse         | 31,8                    | ?                   |
| 7    | Colombie-Britannique    | 30,9                    | ?                   |
| 8    | Nouveau-Brunswick       | 29,4                    | ?                   |
| 9    | Canada                  | 30,9                    | ?                   |
| 10   | Ontario                 | 27,4                    | ?                   |
| 11   | Alberta                 | 22,3                    | ?                   |